# Kościół Matki Niepokalanego Serca Najświętszej Maryi Panny w Pomorskiej Wsi
Kościół Matki Niepokalanego Serca NMP w Pomorskiej Wsi – świątynia parafii rzymskokatolickiej Matki Bożej Niepokalanego Serca NMP mieszcząca się w Pomorskiej Wsi w diecezji elbląskiej, dekanat Elbląg Południe.

## Historia
Pierwotny kościół zbudowano w XIV wieku. Z tego okresu pochodzi najstarszy element kościoła — prezbiterium oraz gotycka granitowa kropielnica. 26 maja 1671 roku kościół spłonął wraz z częścią wsi. Ocalała jedynie część murów. Odbudowany został w 1672 na polecenie sędziego ziemskiego Samuela Barnera.  Sufit z polichromią z 1688 roku przedstawia Sąd Ostateczny. W 1689 roku zbudowano barokowy prospekt organowy zdobiony ornamentyką roślinną i figuralną. W 1690 roku kościół uzyskał dzwon dzieła Dawida Jonasa z napisem "Jonas mich in Elbing umgegossen". Drewnianą wieżę zdemontowano w 1758 roku i zbudowano ponownie w 1766 roku. W 1792 roku sprowadzono z Kościoła Bożego Ciała w Elblągu pozytywkę, którą później sprzedano, kupując organy. W latach 1852–1853 kościół remontowano. W 1899 roku kupiono nowe organy. Obok kościoła po pierwszej wojnie światowej ustanowiono obelisk upamiętniający poległych mieszkańców. Kościół w listopadzie 1945 roku przejęli katolicy.

## Proboszczowie
- Mattis (XIV wiek)
- Huffner (1640–1680)
- Gustav Muller (1920–1934)
  - Od 1934 do 1945 roku parafia nie miała proboszcza.
- ks. mjr Ludwik Białek (1946–1948)
- ks. dr Alojzy Neumann (1948–1956)
- ks. Antoni Szubski (1956–1961)
- ks. Marian Stanisławski (1961–1964)
- ks. kan. Marian Dubicki (1964–1986)
- ks. kan. Lucjan Husak (1986–nadal)

## Galeria

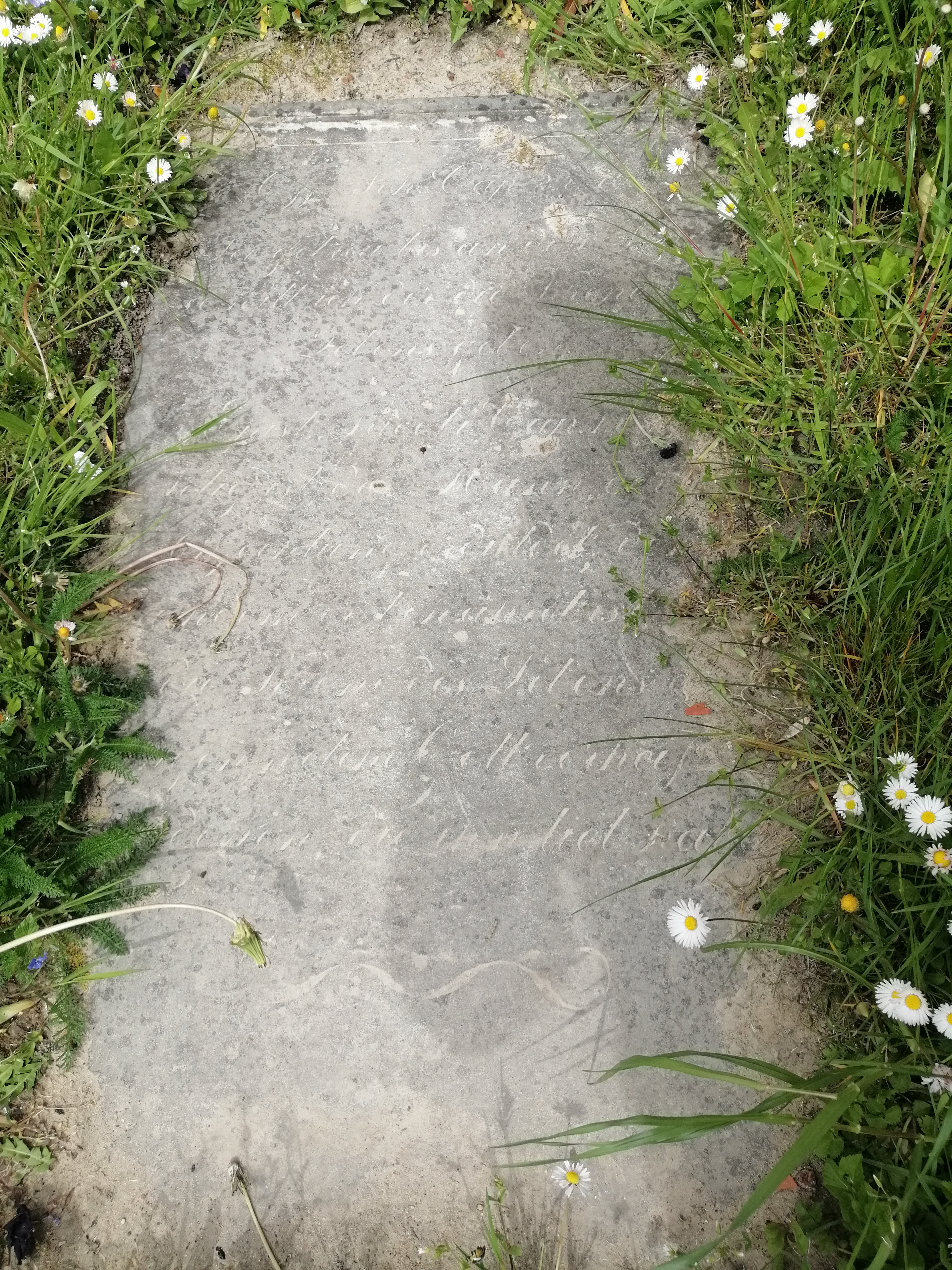
Płyta nagrobna na terenie Kościoła

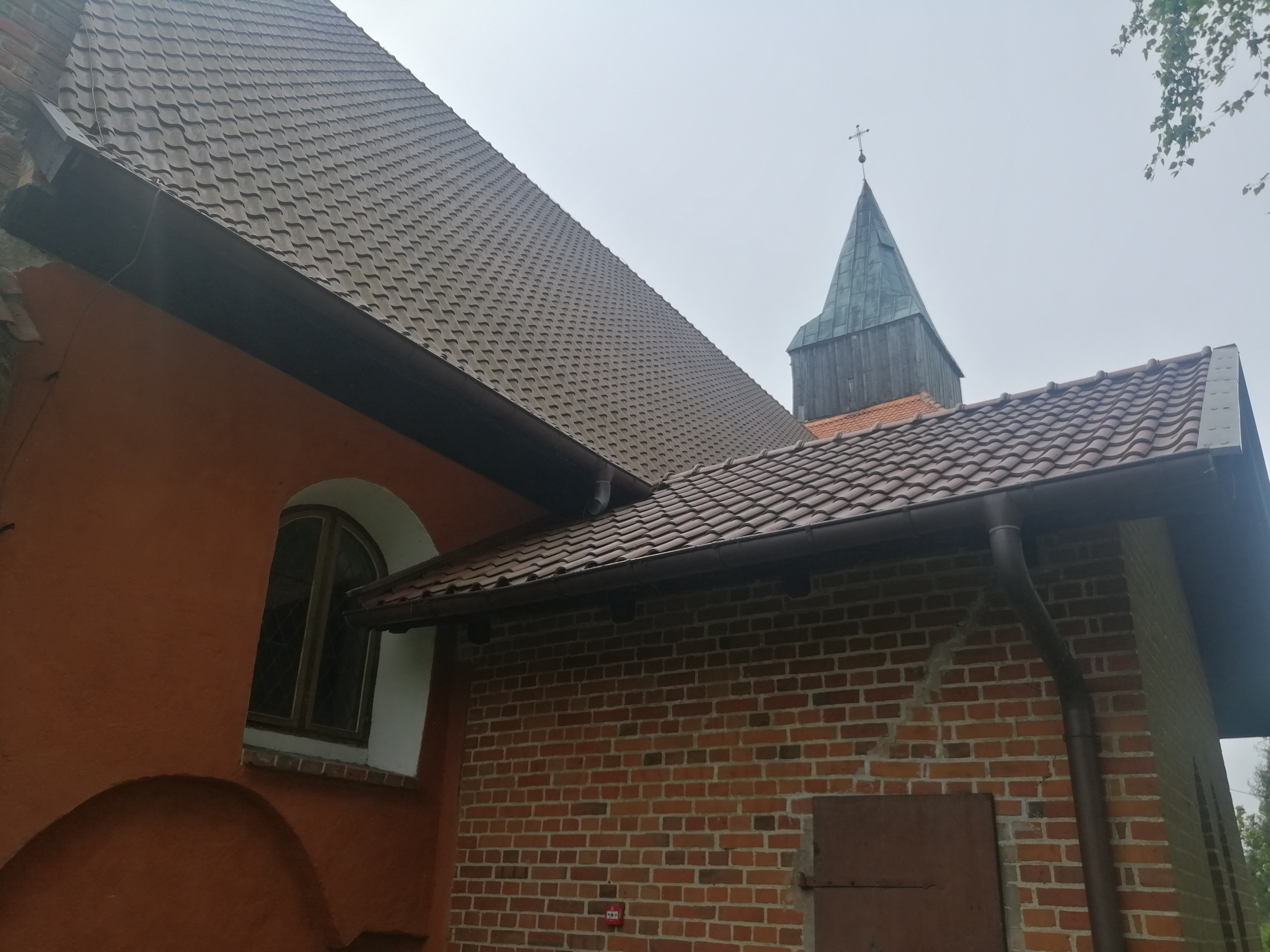
kościół
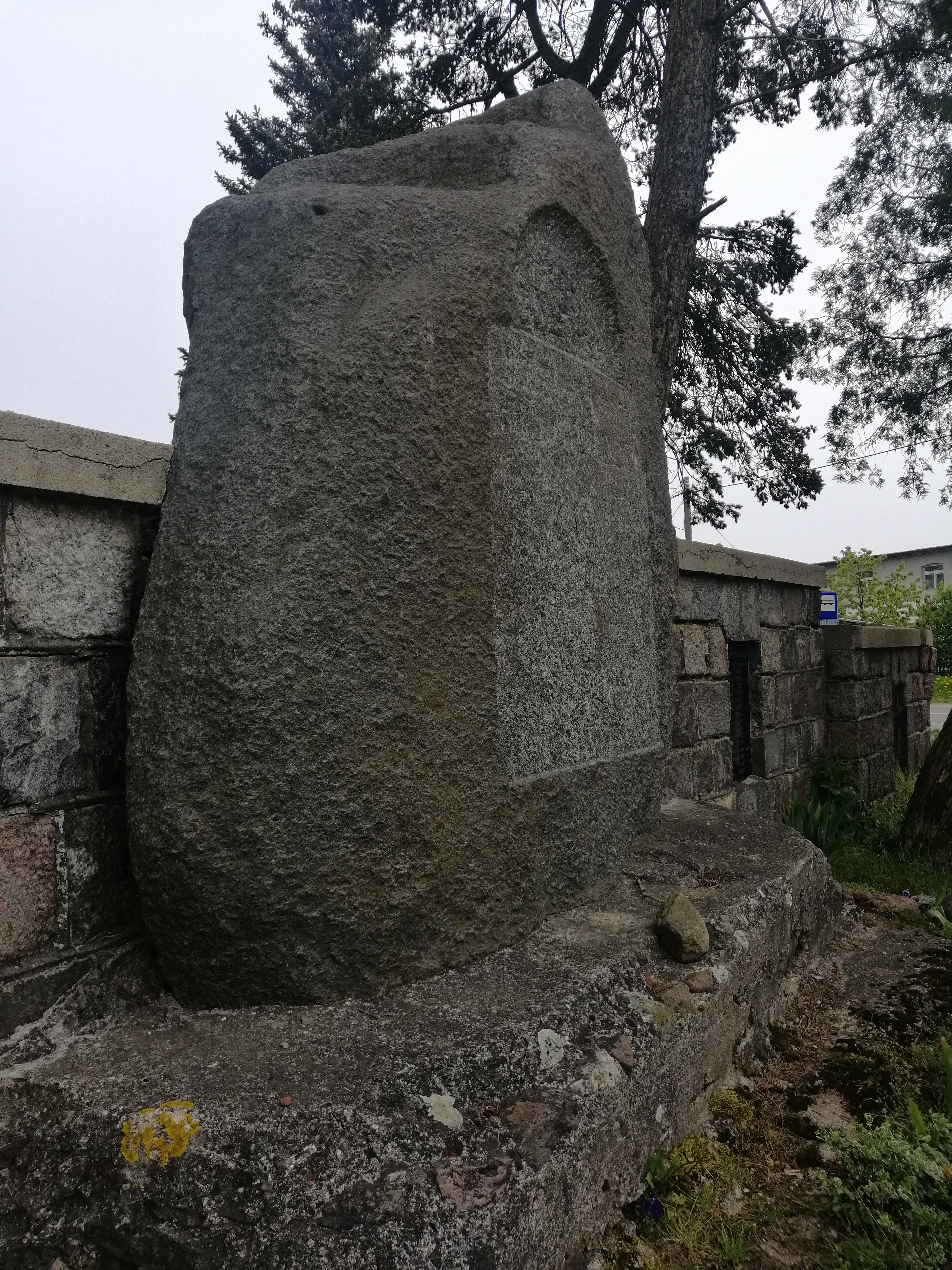
Obelisk w Pomorskiej Wsi upamiętniający poległych podczas pierwszej wojny światowej
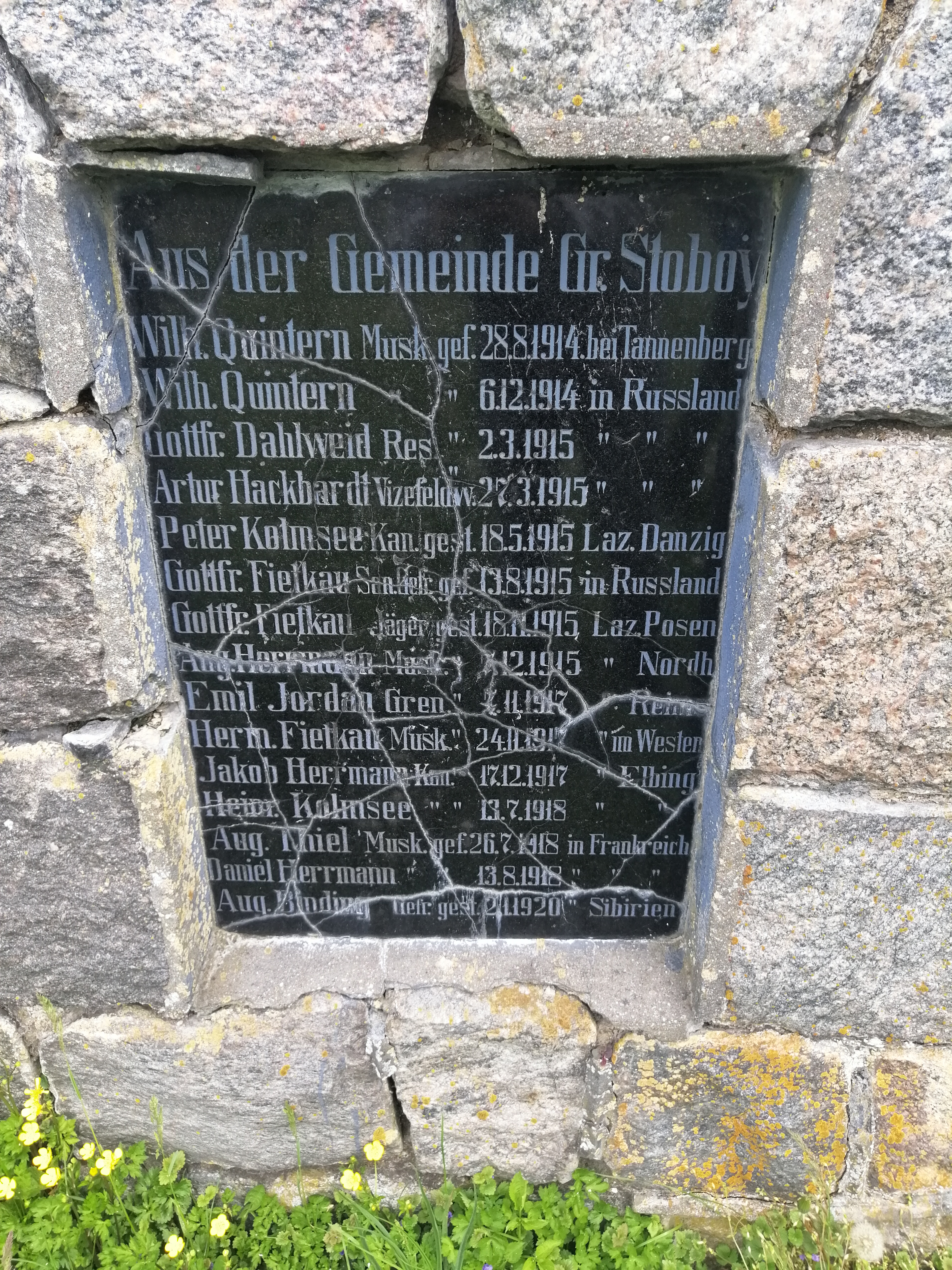
Jedna z tablic z nazwiskami poległych
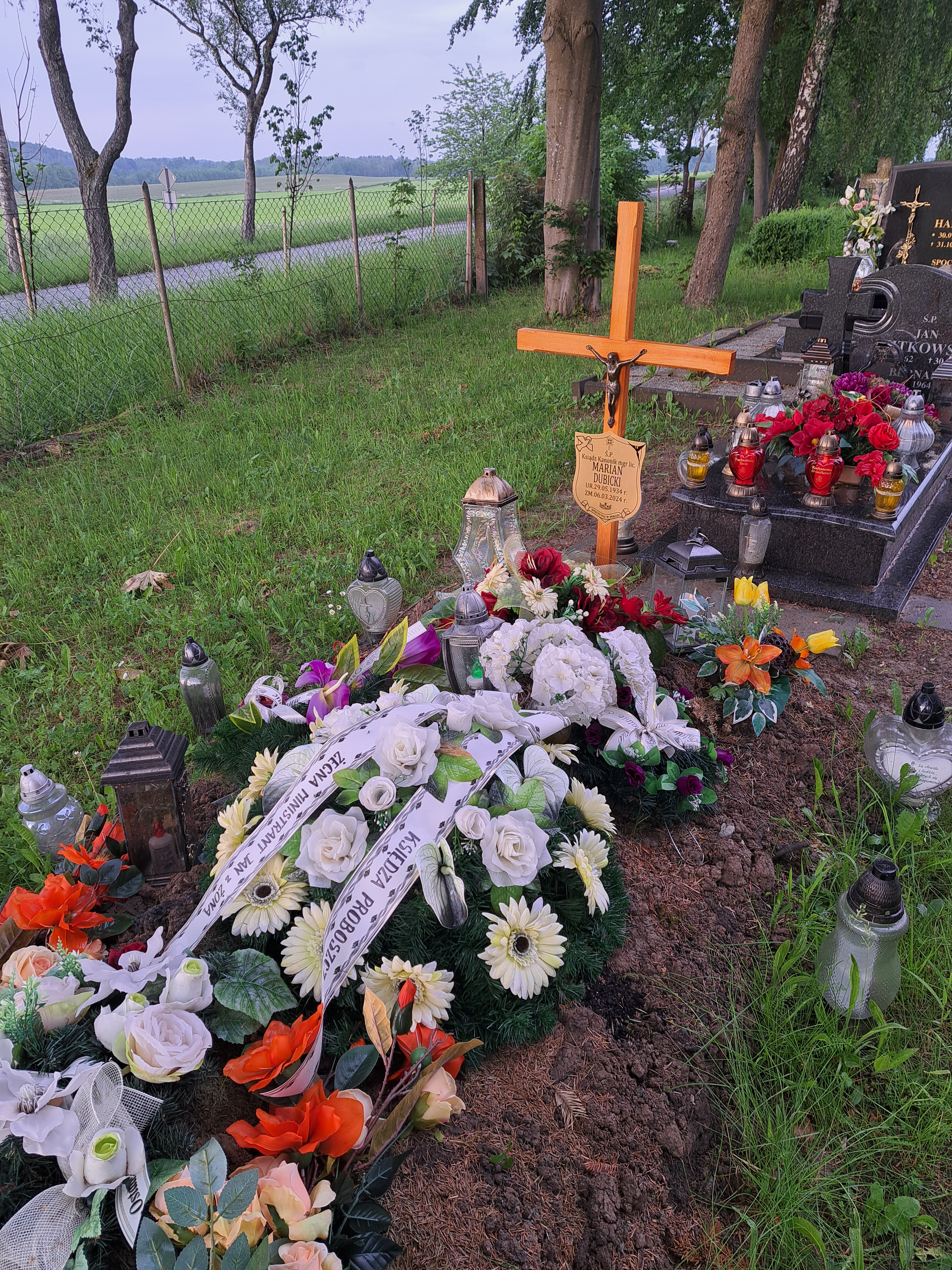
Grób ks. kan. Mariana Dubickiego, byłego proboszcza parafii w Pomorskiej Wsi w latach 1964–1986 na cmentarzu parafialnym